# Pietro Mannelli
Pietro Mannelli (San Romano, 8 agosto 1896 – Roma, 4 dicembre 1972) è stato un generale italiano delle Waffen-SS italiane durante la seconda guerra mondiale.

## Biografia
Nacque a San Romano, in provincia di Firenze fino al 1926, (attualmente in provincia di Pisa), l'8 agosto 1896, figlio di Vincenzo e Laura Corradini. Prestò servizio come tenente nel corpo degli alpini durante la prima guerra mondiale, al termine della quale si unì a Gabriele D'Annunzio nell'impresa di Fiume. Fu tra i fascisti della prima ora che presero parte alla marcia su Roma nel 1922. Il 1 febbraio 1923 entrò nella Milizia Volontaria Sicurezza Nazionale, giungendo poco dopo a comandare la 2ª Legione da Montagna "Alpina" (Torino). Nella Milizia raggiunse il grado di Primo seniore.
Attivista di parte, Mannelli ricoprì diversi incarichi di rilievo nella MVSN e nel Regio Esercito negli anni venti e trenta del XX secolo. Nel 1935-1936 prese parte alla guerra d'Etiopia, dove fu decorato con una prima Medaglia d'argento al valor militare, e poi alla guerra civile spagnola (dove fu ferito tre volte) e decorato di una seconda Medaglia d'argento e di una bronzo al valor militare. Nel marzo 1939 partecipò all'invasione italiana dell'Albania.
Dopo l'entrata in guerra del Regno d'Italia, comandò un gruppo della legione della MVSN a Bengasi, in Libia, nel corso del 1941. Rientrato in Patria divenne Ispettore Generale, col grado di generale di brigata, della Milizia Universitaria a Roma. Nel marzo 1943 lasciò l’Italia per trasferirsi in Francia alla guida del Gruppo Speciale da sbarco della Milizia.
Dopo la firma dell'armistizio dell'8 settembre 1943, aderì alla Repubblica Sociale Italiana, e il 15 dicembre entrò alle dipendenze del Generalleutnant Canevari per sovrintendere alla formazione di reparti di SS italiane. Dopo aver prestato servizio come propagandista per gli italiani nella Francia meridionale, si arruolò nelle Waffen-SS nel marzo 1944 raggiungendo il grado di Brigadeführer (equivalente a quello di Generalmajor nell'esercito regolare tedesco e di generale di brigata in quello italiano). Venne nominato ispettore dei volontari della legione SS italiana di cui fu primo comandante. Ottenne il comando della legione cremonese presso il castello di Torre de' Picenardi, trasferendosi poi nelle ultime settimane del conflitto prima a Milano e poi a Bergamo. Il 26 aprile 1945 si spostò da Bergamo verso Como ma la sua colonna italo-germanica venne bloccata a Lipomo.
Catturato dai partigiani venne trasferito provvisoriamente al carcere di Como per poi passare come prigioniero nelle mani degli statunitensi. Venne quindi trasferito nel campo di concentramento di Coltano, indi processato e condannato per collaborazionismo col regime. Liberato poco dopo visse a Roma il resto della sua vita, morendovi il 4 dicembre 1972.